# 泰科奧里足球會
菲奧倫蒂諾三花足球俱樂部（義大利語：S.P. Tre Fiori），又譯「泰科奧里」，是一間聖馬力諾的足球俱樂部，主場位於菲奥伦蒂诺。球隊成立於1949年，現於聖馬力諾足球錦標賽比賽。球隊的主要顏色是藍色和黃色。

## 獎項
聖馬力諾足球錦標賽
- 冠軍 (7)：1987–88, 1992–93, 1993–94, 1994–95, 2008–09, 2009–10, 2010–11, 2019–20

蒂塔諾盃
- 冠軍 (8)：1966, 1971, 1974, 1975, 1985, 2009–10, 2018–19, 2021–22

聖馬力諾聯邦盃
- 冠軍 (4)：1991, 1993, 2010, 2011

聖馬力諾超級盃
- 冠軍 (2)：2019, 2022

## 外部連結
- FSGC page （页面存档备份，存于）
- Tre Fiori at EUFO.DE （页面存档备份，存于）